# XIV Reunión Americana de Genealogía
La XIV Reunión Americana de Genealogía y IV Congreso Iberoamericano de las Ciencias Genealógica y Heráldica fueron celebrados en Lima, Perú, del 5 al 9 de noviembre de 2007.

## Organización
La organización de la XIV Reunión Americana de Genealogía y IV Congreso Iberoamericano de las Ciencias Genealógica y Heráldica estuvo a cargo del Instituto Peruano de Investigaciones Genealógicas, encabezado por su Presidente James Jensen de Souza-Ferreira, y por su Secretaria-General Mela Bryce de Tubino, quienes, en conjunto con los demás miembros de aquella institución, lograron una exitosa semana científica, donde se conjugaron aquellas disciplinas de estudio con la gran riqueza cultural del Perú.

## Naciones participantes
En esta Reunión Americana de Genealogía, además de  Perú (país sede), asistieron delegados de los siguientes países: 
 Argentina,  Brasil,  Chile,  Colombia,  Costa Rica,  Cuba,  Ecuador,  El Salvador,  España,  Estados Unidos,  Francia,  Italia,  México,  República Dominicana y  Venezuela.
Destacó la presencia de Michel Teillard d'Eyry, Presidente de la Confédération Internationale de Généalogie et d'Héraldique, y de sus vicepresidentes: Yves de La Goublaye de Ménorval y Jaime de Salazar y Acha.

## Programa de ponencias
Se presentaron un total de treinta y ocho ponencias a través de doce sesiones, celebradas en distintas sedes:

### Lunes 5
Sesión I: Presidió:  Eduardo Pardo de Figueroa.
Sede: Auditorio del Museo Nacional de Arqueología, Antropología e Historia del Perú.
- 1.-  Fernando Flores Zúñiga: Los Casamusa y Santillán.
- 2.-  Juan Guillermo Muñoz Correa: Peruanos en la actividad vitivinícola del reino de Chile: algunos casos, desde yanacona hasta fundadores de familias de la elite.
- 3.-  Akira Gustavo Casillas de la Vega: Nobleza indígena del Virreinato del Perú en la Nueva España en el siglo XVIII y principios del XIX. El caso de los Uchu Inca Titu Yupanqui Huayna Capac.
- 4.-  Yves de La Goublaye de Ménorval: Las siete líneas Reales que unen a los costarricenses con las casas reales de Europa.

### Martes 6
Sesión II: Presidió:  Ernesto Spangenberg Checa.
Sede: Centro Cultural Ricardo Palma, Distrito de Miraflores (Lima).
- 5.-   Marqués de García del Postigo: Noticias de los pilotos examinados de la Mar del Sur Juan y Sebastián Medina de Villavicencio.
- 6.-  George Ryskamp: Francisco de Sosa y Esteban de Sosa hermanos y conquistadores en Nueva España.
- 7.-  Federico Masini y Alejandro Moyano Aliaga: Los Zárate.

Sesión III: Presidió:  George R. Ryskamp.
Sede: Sala Capitular del Convento de Santo Domingo (Lima).
- 8.-  Prudencio Bustos Argarañaz: Los Olmos y Aguilera.
- 9.-  Ernesto Spangenberg Checa: Inexistencia de doña Catalina de Prado Canales y Jofrè como mujer de Gonzalo Farfán, Conquistador del Perú.
- 10.-  Condesa Potocka: Casa Portocarrero desde 1100 hasta hoy.

Sesión IV: Presidió:  José Luis Prieto Nouel.
Sede: Sala Capitular del Convento de Santo Domingo (Lima).
- 11.-  Ignacio Tejerina Carreras: Alonso Díaz Caballero Conquistador, poblador y genearca.
- 12.-  Jaime Velando Prieto: Portocarrero.
- 13.-  Carmen Ruiz Menacho de Pardo Boza: Un mayorazgo de Polendas.

### Miércoles 7
Sesión V: Presidió:  Dalmiro da Motta Buys de Barros.
Sede: Centro Cultural Ricardo Palma, Distrito de Miraflores (Lima).
- 14.-  Patricio Muñoz y Marcia Stacey de Valdivieso: Parentescos maternos San Donàs y Nudos de Poder y Familias de Frontera.
- 15.-  María Inés Olarán Múgica: Genealogía de don Agustín de Jauregui y Aldecoa.
- 16.-  Luis José Diez Canseco Núñez: Los Diez Canseco.

Sesión VI: Presidió:  Yves de La Goublaye de Ménorval.
Sede: Sociedad cultural Entre Nous.
- 17.-  /  Mela Bryce de Tubino / José Miguel de la Cerda Merino: Melchor Bravo de Saravia. Su descendencia en España y América.
- 18.-  Conde de los Acevedos: Perú: Real Estampilla.
- 19.-  Luis Enrique Colmenares Perales: Historia Genealógica del linaje de Colmenares.

Sesión VII: Presidió:  Mauricio Pérez Martínez.
Sede: Sociedad cultural Entre Nous.
- 20.-  Gabriel Guarda Geywitz, O.S.B.: Lima-Valdivia: relaciones culturales, económicas y sociales, siglos XVI-XIX.
- 21.-  Enrique Silvestre García Vega: Pedro López de Madrid, vecino de Cuenca y sus descendientes los Cabrera.
- 22.-  María Dolores Duque de Estrada y Castañeda: La repercusión de las fundaciones creadas en España con los bienes enviados por los que pasaron a Indias. Un caso especial.
- 23.-  Manuel Padorno: Virreyes gallegos en el Perú.

### Jueves 8
Sesión VIII: Presidió:  Luis Álvaro Gallo.
Sede: Centro Cultural de la Universidad de San Marcos de Lima.
- 24.-  Carlos Alberto Méndez Paz: Avance de publicación genealógica.
- 25.-   Arnaldo Mera Aválos: Otras Celebraciones de la casa de Borbón en la Corte de Lima 1723.
- 26.-  Amaya Garritz Ruiz: Juan de Urdanegui. Un vasco peruano en el México novohispano.

Sesión IX: Presidió:  James Jensen de Souza Ferreira.
Sede: Country Club de Villa.
- 27.-  Eduardo Pardo de Guevara y Valdés: Armas de los Quiroga.
- 28.-  Javier Gómez de Olea y Bustinza: Los Condes de Fuente Roja y la falsificación en su reciente rehabilitación.
- 29.-  Marqués de Torre Bermeja, Conde de las Lagunas: Acta de Fundación IPIG: Porqué hacer genealogía ahora.

Sesión X: Presidió:  Conde de Guadalupe del Peñasco.
Sede: Country Club de Villa.
- 30.-  Paul Rizo-Patrón Boylan: Imágenes de esplendor. El retrato como documento histórico-genealógico.
- 31.-  Rafael Sánchez-Concha Barrios: La obra histórico genealógica de don José Antonio del Busto.
- 32.-  Juan Isidro Quesada Elías: Genealogías varias.

Sesión XI: Presidió:  Marcia Stacey de Valdivieso.
Sede: Country Club de Villa.
- 33.-  Javier Sanchiz Ruiz: Conde de Casa Sarria.
- 34.-  Rodrigo-Alonso López-Portillo y Lancaster-Jones: Vínculos Peruano-Mexicanos, el caso las familias Pardo y Aliaga, y Escandón y Bárron.

### Viernes 9
Sesión XII: Presidió:  Marqués de García del Postigo.
Sede: Centro Cultural Ricardo Palma, Distrito de Miraflores (Lima).
- 35.-  Gerardo Villar: Websites de: Ancestry.com, Genealogy.com, Rootsweb.com, y MyFamily.com.
- 36.-  Narciso Binayán Carmona: Una posibilidad de entronque oriental.
- 37.-  Alicia Sosa de Alippi: Utilización de fuentes documentales digitalizadas para la elaboración de registros de documentos: Registros de encomiendas en Territorio Argentino en el siglo XVII.
- 38.-  Amadeo-Martín Rey y Cabieses: Genealogías peruanas y europeas a través de la obra pictórica de José Cabieses siglo XX.

## Programa cultural
En el Palacio Municipal del Distrito de Miraflores (Lima), su entonces Alcalde Manuel Masías Oyanguren extendió una calurosa bienvenida a todos los participantes.
Entre las numerosas actividades, destacaron las visitas a La Quinta de los Libertadores (Distrito de Pueblo  Libre); al Museo Larco, donde  se ofreció un cóctel por cortesía de Augusto Álvarez-Calderón Wells, de Isabel Larco de Álvarez-Calderón y de los Marqueses de Torre Bermeja. En la Sala Capitular del imponente Convento de Santo Domingo (Lima) se llevó a cabo una de las sesiones; y el Conde de San Juan de Lurigancho, personalmente, mostró a los delegados su residencia particular, la Casa Aliaga: siendo ésta, el único ejemplo en América de un solar que desde su establecimiento en el siglo XVI por el conquistador Jerónimo de Aliaga, ha sido habitado por la misma familia, hasta nuestros días.
El Ministerio de Relaciones Exteriores del Perú facilitó una visita al importante Palacio de Torre Tagle, y el Banco de Crédito, ofreció un animado cóctel en su sede ubicada en el Palacio Goyeneche; además de exquisita cena ofrecida por el presidente del Instituto Peruano de Investigaciones Genealógicas en L’Eau de Vie.
La Casa Larriva, sede de la sociedad cultural Entre Nous, y el Centro Cultural de la antigua Universidad de San Marcos de Lima, fueron otras de las sedes de las sesiones; y fue precisamente en la Casa Larriva, donde los Condes Potocki ofrecieron una espléndida noche virreinal en la cual, se representó la tradicional procesión del Señor de los Milagros, se presenció una obra musical y se degustaron exquisitos platillos de la tradicional cocina peruana. 
El contemporáneo Country Club de Villa, fue otra de las sedes; una visita al Museo del Oro y una cena de clausura en el exclusivo Club Nacional, hicieron de esta, una experiencia inolvidable para todos los asistentes.